# Tuân tần
Tuân tần Quách thị (chữ Hán: 恂嫔郭氏; ? - 1761), cũng gọi Hoắc Thạc Đặc thị (霍碩特氏), là một phi tần của Thanh Cao Tông Càn Long Hoàng đế.

## Tiểu sử
Tuân tần Quách thị, nguyên gọi Hoắc Thạc Đặc thị (霍碩特氏), sau sách văn của Thanh cung gọi thành [Quách thị], là người Mông Cổ, sinh nhật của bà là ngày 24 tháng 12 (âm lịch), nhưng không rõ sinh năm bao nhiêu. Bà là con gái Đài cát Ô Ba Thập (烏巴什), chức vị Đài cát là một tước danh của một bộ phận quý tộc Mông Cổ, cho nên có thể thấy Quách thị là một công chúa của một bộ tộc, xuất thân quyền quý. Thời gian Quách thị nhập cung không rõ, chỉ biết được sung vào hàng Quan nữ tử, được giao cho Thuần Quý phi dạy dỗ cung quy.
Năm Càn Long thứ 24 (1759), ngày 19 tháng 6 (âm lịch), Quan nữ tử Quách thị được sách phong làm Thường tại. Đồng thời, Bái Nhĩ Cát Tư thị do Kế Hoàng hậu dạy dỗ cũng được phong làm Quý nhân. Sang ngày 7 tháng 7 (âm lịch) cùng năm, Càn Long Đế tổ đi đến Tị Thử Sơn Trang, tổ chức lễ cầu Chức Nữ, Quách Thường tại cũng tham gia. Đến ngày 16 tháng 8, Thuần Quý phi bị bệnh, mệnh Tam a ca Vĩnh Chương đưa về Bắc Kinh, Quách Thường tại ở lại hầu hạ Càn Long Đế.
Năm Càn Long thứ 25 (1760), ngày 25 tháng 6 (âm lịch), Quách thị tấn phong Quý nhân, cụ thể ngày tấn phong không rõ. Thật ra điều này cũng thường thấy đối với hậu cung triều Thanh, do từ dưới tước Tần thì hậu phi chỉ nhận chỉ dụ rồi thăng đãi ngộ mà không làm lễ tấn phong.
Năm Càn Long thứ 26 (1761), ngày 17 tháng 7 (âm lịch), Quách thị theo đoàn tùy hầu Càn Long Đế đến Nhiệt Hà. Cùng năm, ngày 26 tháng 8 (âm lịch), Quý nhân Quách thị mất do bị bệnh cấp tính. Sang ngày 27 tháng 8, bộ Lễ được dụ làm tang lễ cho Quách thị theo tước Tần, do đó theo thông lệ nghỉ triều 2 ngày, Tông thất mặc áo trắng 2 ngày. Sang ngày 4 tháng 9, phụng chỉ truy tặng Quý nhân Quách thị làm [Quách tần; 郭嬪].

## Truy phong
Sang năm Càn Long thứ 27 (1762), ngày 29 tháng 4 (âm lịch), kim quan của Quách tần được phụng an, sau cùng táng vào Phi viên tẩm trong Dụ lăng với người từng giáo dưỡng bà là Thuần Huệ Hoàng quý phi. Sang tháng 5, chính thức tế văn, truy tặng Quách tần làm [Tuân tần; 恂嫔].
Sách văn viết:
| “                                | 朕惟奉雅化于椒涂，端资令则；备内官于兰掖，聿著芳声。爰考葬章，式颁纶綍。尔贵人郭氏，褆躬祗慎，赋性柔嘉。玉佩升阶，初拜龙章之锡；璇闺奉职，早膺翟之荣。候蚕月而条桑，春郊爰事；随褘衣而视膳，内殿襄勤。方扈从于行帷，遽永辞乎中禁。念斯溘逝，晋以褒称。兹以册命追封尔为恂嫔，于戏。芝检封泥，尚忆恪恭之素；金风陨 ，适当摇落之辰。慰尔幽灵，膺斯眷命. . Trẫm duy phụng nhã hóa vu tiêu đồ, đoan tư lệnh tắc; bị nội quan vu lan dịch, duật trứ phương thanh. Viên khảo táng chương, thức ban luân phất. Nhĩ Quý nhân Quách thị, đề cung chi thận, phú tính nhu gia. Ngọc bội thăng giai, sơ bái long chương chi tích; toàn khuê phụng chức, tảo ưng địch chi vinh. Hầu tàm nguyệt nhi điều tang, xuân giao viên sự; tùy huy y nhi thị thiện, nội điện tương cần. Phương hỗ tòng vu hành duy, cự vĩnh từ hồ trung cấm. Niệm tư khạp thệ, tấn dĩ bao xưng. Tư dĩ sách mệnh truy phong nhĩ vi Tuân tần. Vu hí! Chi kiểm phong nê, thượng ức khác cung chi tố; kim phong vẫn, thích đương diêu lạc chi thần. Úy nhĩ u linh, ưng tư quyến mệnh. | ” |
| — Sách tế văn Tuân tần Quách thị | |   |

## Trong văn hóa đại chúng
Tuân tần được mô tả thông qua nhân vật [Hoắc Thạc Đặc Lam Hi; 霍碩特蓝曦] trong tiểu thuyết Hậu cung Như Ý truyện, xuất hiện ở chương 19 - Quyển năm. Nhưng nhân vật này đã bị xóa bỏ trong bản phim truyền hình.